# Dana Azran
Dana Azran –en hebreo, דנה אזרן– es una deportista israelí que compite en taekwondo. Ganó una medalla de plata en el Campeonato Mundial de Taekwondo de 2022, en la categoría de +73 kg.

## Palmarés internacional
| Campeonato Mundial | Campeonato Mundial   | Campeonato Mundial | Campeonato Mundial |
| Año                | Lugar                | Medalla            | Categoría          |
| ------------------ | -------------------- | ------------------ | ------------------ |
| 2022               | Guadalajara (México) | Medalla de plata   | +73 kg             |